# Kladari (Doboj)
Kladari (szerbül: Кладари), település Bosznia-Hercegovinában, a Szerb Köztársaság északi régiójában Doboj községben. 

## Fekvése
A település Bosznia-Hercegovina északi részén, Dobojtól légvonalban 8, közúton 12 km-re északnyugatra, a Krnjin régióban, a Boszna-folyótól nyugatra elterülő dombokon, 133-264 méteres magasságban található.

## Népessége
| Nemzetiségi csoport | Népesség 1991 | Népesség 2013 |
| ------------------- | ------------- | ------------- |
| Szerb               | 531           | 513           |
| Bosnyák             | 37            | 17            |
| Horvát              | 29            | 6             |
| Jugoszláv           | 22            | 0             |
| Egyéb               | 54            | 3             |
| Összesen            | 673           | 539           |

## Története
A település 1878-ig tartozott az Oszmán Birodalomhoz, ekkor a berlini kongresszus határozata alapján az Osztrák-Magyar Monarchia része lett. 1879-ben az első osztrák-magyar népszámlálás során a Derventi járáshoz tartozó településnek 23 háztartása és 159 ortodox lakosa volt. 1910-ben a Derventai járáshoz tartozó településen 42 háztartást és 252 ortodox lakost találtak. A monarchia szétesésével 1918-ban előbb a Szerb-Horvát-Szlovén Királyság, majd 1929-től a Jugoszláv Királyság része lett. Az 1929-es törvény értelmében, amikor Bosznia-Hercegovinát négy banovinára, Drinskára, Vrbaskára, Zetskára és Primorskára osztották, a település a Vrbaska banovina része lett, amelynek székhelye Banja Luka volt.
A második világháborúban Jugoszlávia megszállása után a Független Horvát Állam (NDH) része lett. A második világháború után 1992-ig a település a szocialista Jugoszlávia keretében a Bosznia-Hercegovinai Népköztársaság része volt. A boszniai háborút lezáró daytoni békeszerződés rendelkezése alapján az ország területét felosztották a Bosznia-hercegovinai Föderáció és a boszniai Szerb Köztársaság között.  A békeszerződés utáni területmegosztási megállapodás értelmében a Boszniai Szerb Köztársasághoz és Doboj községhez került. 

## Nevezetességei
- A Legszentebb Istenanya Születése tiszteletére szentelt ortodox temploma. A néphagyomány és a Banja Luka-Bihácsi metropolia 1901-es évkönyvei szerint 1895-ben egy fából készült kápolna állt a mai templom helyén. A második, szilárd anyagból készült templom felépítéséről nincsenek pontos adatok. A templom építésének hozzávetőleges idejét az 1923-as évszámú harang jelzi. A második világháború alatt az usztasák felgyújtották és meggyalázták a templomot. A háború után a templomot több mint tíz éven építették, hogy aztán 1973. május 3-án lebontsák, de harangtorony megmaradt. Az új templom építése 1973-ban kezdődött. A munkálatok befejezése után a templomot 1976. augusztus 8-án szentelték fel Longin Tomić, Zvornik-Tuzla püspökének áldásával. Ez a templom 2007. szeptember 12-ig állt, amikor romos állapota miatt lebontották. A Boldogságos Szűz Mária születésének tiszteletére szentelt mai templom 16,90 x 11,80 méteres, építése 2007. november 7-én kezdődött a doboji Milomir Vasiljević és Obrad Radić tervei szerint. A templom alapjait 2008. szeptember 21-én szentelte fel Vaszilje, Zvornik-Tuzla püspöke. Ugyanő szentelte fel 2020. október 17-én.[7][8] A szilfa ikonosztázt Živko és Vukan Vuković készítette a Čelinac melletti Šnjegotinából.

## Fordítás
- Ez a szócikk részben vagy egészben  a(z)   Црква Рођења Пресвете Богородице у Кладарима című szerb Wikipédia-szócikk ezen változatának fordításán alapul.  Az eredeti cikk szerkesztőit annak laptörténete sorolja fel. Ez a jelzés csupán a megfogalmazás eredetét és a szerzői jogokat jelzi, nem szolgál a cikkben szereplő információk forrásmegjelöléseként.